# Miagrammopes apostrophus
Espèce
Miagrammopes apostrophus est une espèce d'araignées aranéomorphes de la famille des Uloboridae.

## Distribution
Cette espèce est endémique du Bengale-Occidental en Inde,. Elle se rencontre vers Murti dans le parc national de Gorumara.

## Description
La femelle holotype mesure 5,20 mm.

## Publication originale
- Sen, Saha & Raychaudhuri, 2013 : A new species of the genus Miagrammopes O. P. Cambridge, 1870 (Araneae: Uloboridae) from India. Munis Entomology and Zoology, vol. 8, no 1, p. 42-45.